# Kevin Trapp
Kevin Christian Trapp (* 8. Juli 1990 in Merzig) ist ein deutscher Fußballtorwart. Er stammt aus der Fußballschule des 1. FC Kaiserslautern und wechselte 2012 zu Eintracht Frankfurt. Nach drei national erfolgreichen Jahren bei Paris Saint-Germain spielte er von Juli 2018 bis August 2025 wieder bei der Eintracht, mit der er 2022 die Europa League gewann. Aktuell steht er beim französischen Erstligisten Paris FC unter Vertrag. Trapp gehört zum Kreis der A-Nationalmannschaft, für die er bisher neunmal zum Einsatz kam und mit der er 2017 den FIFA-Konföderationen-Pokal gewann.

## Karriere

### Vereine

#### 2005–2012: Anfänge beim 1. FC Kaiserslautern

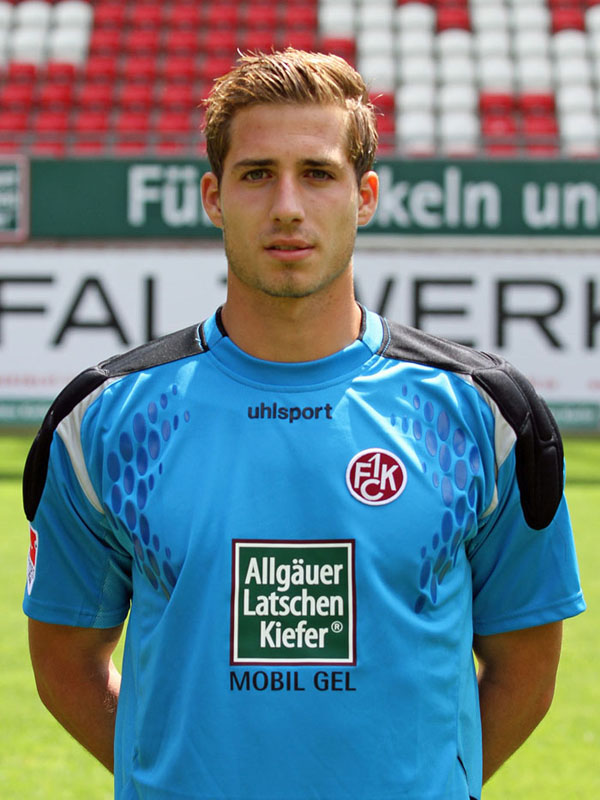
Trapp beim 1. FC Kaiserslautern (2011)

Nach Stationen beim FC Brotdorf und dem SSV Bachem wechselte Trapp 2005 vom SV Mettlach in die Jugendabteilung des 1. FC Kaiserslautern. Dort spielte er bis zur Saison 2007/08; zur Saison 2008/09 rückte er in die U23 des FCK auf. Er ging wie einige bekannte Vorgänger beim FCK (darunter Roman Weidenfeller, Tim Wiese, Florian Fromlowitz und Tobias Sippel) durch die Torwartschule von Gerry Ehrmann.
Trapp spielte bis 2010 vornehmlich in der zweiten Mannschaft des 1. FC Kaiserslautern, saß aber nach einem Armbruch bei Stammtorhüter Tobias Sippel in der Saison 2008/09 als Vertreter von Luis Robles für die gesamte Rückrunde auf der Bank der Profimannschaft, die zu diesem Zeitpunkt in der 2. Bundesliga spielte. Im DFB-Pokal vertrat Trapp den gesperrten Sippel 2008/09 und 2009/10 jeweils in den Erstrundenpartien. Als Teil des Kaders stieg er am Ende der Spielzeit 2009/10 als Zweitligameister in die Bundesliga auf. Trapp kam am 12. März 2011 beim 2:1-Heimsieg gegen den SC Freiburg zu seinem Bundesliga-Debüt, als er für den erkrankten Sippel einsprang. Auch in den restlichen 8 Spielen der Saison 2010/11 stand er jeweils 90 Minuten im Tor der Pfälzer und belegte mit seiner Mannschaft den 7. Tabellenplatz.
In der Saison 2011/12 erhielt Trapp bis zum 23. Spieltag den Vorzug vor Sippel. Als Trapp wegen einer Muskelverletzung pausieren musste, war Sippel wieder Stammtorwart. Am Saisonende stieg Kaiserslautern als Tabellenletzter in die 2. Bundesliga ab.

#### 2012–2015: Stammtorwart bei Eintracht Frankfurt
Zur Saison 2012/13 wechselte Trapp zum Bundesliga-Aufsteiger Eintracht Frankfurt. Er unterschrieb einen Vierjahresvertrag und setzte sich gegen den bisherigen Stammtorhüter Oka Nikolov durch. In seiner ersten Saison qualifizierte sich die Mannschaft als Tabellensechster für die Europa League. Dort sammelte Trapp in der Saison 2013/14 seine ersten Erfahrungen auf internationaler Ebene und erreichte mit der Eintracht das Sechzehntelfinale, in dem sie gegen den FC Porto ausschied. Am Ende der Bundesligasaison 2013/14, in der Trapp in jedem Spiel in der Startelf gestanden hatte, belegte die Eintracht Platz 13, im DFB-Pokal erreichte die Mannschaft das Viertelfinale. In der Saison 2014/15 wurde er vom neuen Trainer Thomas Schaaf zum Mannschaftskapitän ernannt. Trapp verletzte sich am 5. Spieltag beim Heimspiel gegen den 1. FSV Mainz 05 an der vorderen Syndesmose und fiel bis zum Ende der Hinrunde aus. Nach der Winterpause gab er am 18. Spieltag im Auswärtsspiel beim SC Freiburg sein Comeback. Am 2. Februar 2015 verlängerte Trapp seinen Vertrag vorzeitig bis zum 30. Juni 2019. Beim 2:2 im Auswärtsspiel beim FC Augsburg absolvierte er am 8. Februar 2015 sein 100. Bundesligaspiel. Insgesamt kam er in der Spielzeit zu 22 Einsätzen in der Bundesliga sowie einem Spiel im DFB-Pokal.

#### 2015–2018: Nationale Titelgewinne mit Paris Saint-Germain

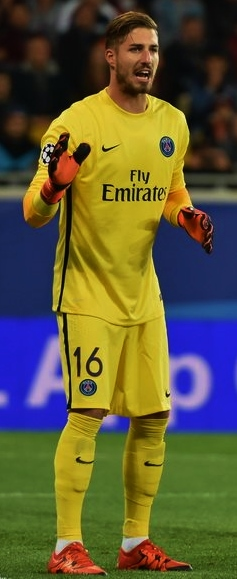
Trapp bei einem Champions-League-Spiel gegen Schachtar Donezk (2015)

Zur Saison 2015/16 wechselte Trapp zum französischen Erstligisten Paris Saint-Germain, bei dem er einen Fünfjahresvertrag erhielt. Beim Vorjahresmeister war er auf Anhieb Stammspieler und hütete erstmals in der Champions League das Tor, in der das Team bis ins Viertelfinale kam. Bereits im März 2016 wurde er mit PSG acht Spieltage vor Saisonende französischer Meister. Außerdem gewann er in der Spielzeit mit seiner Mannschaft den nationalen Pokal, Ligapokal sowie Supercup und damit alle vier nationalen Titel.
Zur Saison 2016/17 verlor Trapp unter dem neuen spanischen Trainer Unai Emery zunächst seinen Stammplatz an Alphonse Aréola, eroberte die Position als „Nummer 1“ jedoch im Laufe der Saison wieder zurück. In der Spielzeit gewann er mit Paris erneut den nationalen Supercup, Pokal sowie Ligapokal; in der Meisterschaft belegte die Mannschaft hinter der AS Monaco den zweiten Platz. In der Champions League kam er in der Saison zu zwei Einsätzen im Achtelfinale, nach dem für PSG trotz eines 4:0-Hinspielsieges gegen den FC Barcelona aufgrund einer 1:6-Niederlage im Rückspiel der Wettbewerb beendet war. Zur Saison 2017/18 verlor Trapp seinen Stammplatz wieder an Aréola und absolvierte bis Saisonende lediglich 4 Ligaspiele; in den nationalen Pokalwettbewerben war er jedoch gesetzt und spielte sechsmal im Pokal sowie viermal im Ligapokal. Als Teil des Kaders wurde er erneut französischer Meister, Pokalsieger, Ligapokalsieger und Supercupsieger.

#### 2018–2025: Rückkehr nach Frankfurt und Europa-League-Sieg

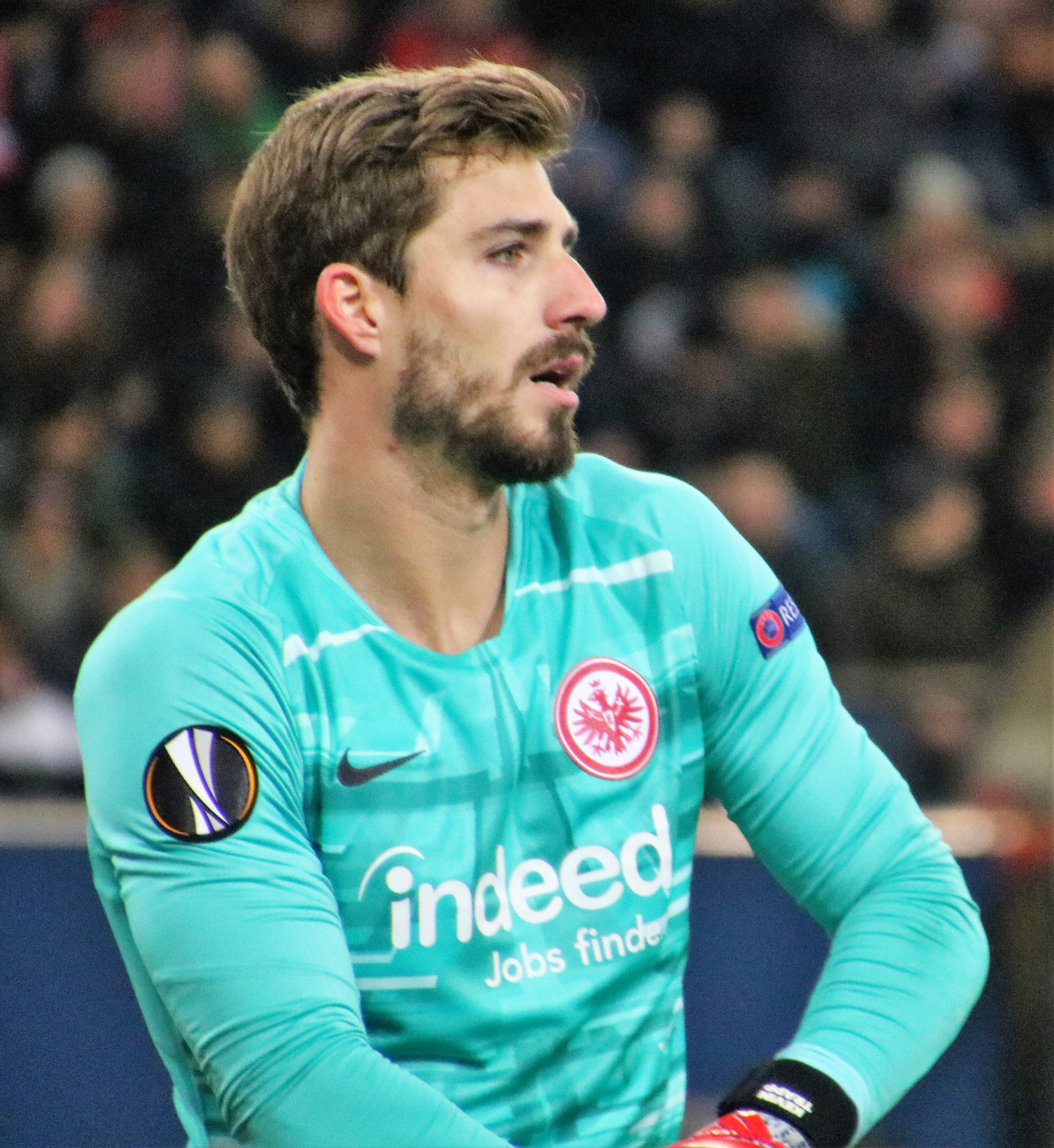
Trapp bei einem Europa-League-Spiel gegen den FC Salzburg (2020)

Nachdem Paris Saint-Germain unter dem neuen Cheftrainer Thomas Tuchel mit Gianluigi Buffon einen weiteren Torhüter verpflichtet hatte, kehrte Trapp am 31. August 2018 bis zum Ende der Saison 2018/19 auf Leihbasis zu Eintracht Frankfurt zurück. In Frankfurt wurde Trapp sofort wieder zum Stammtorhüter. In der Europa League erreichte er mit der Mannschaft das Halbfinale gegen den FC Chelsea, welches sie im Elfmeterschießen mit 3:4 verlor; Trapp konnte dabei den zweiten Elfmeter von Chelsea-Kapitän César Azpilicueta parieren. In der Liga stand er in 33 Ligaspielen im Tor und beendete die Saison mit der Eintracht als Tabellensiebter. Zum Beginn der Vorbereitung auf die Saison 2019/20 kehrte er kurzzeitig nach Paris zurück und saß beim Gewinn des französischen Supercups auf der Ersatzbank.
Anfang August 2019 wurde Trapp von der Eintracht fest verpflichtet und mit einem Vertrag mit einer Laufzeit bis zum 30. Juni 2024 ausgestattet. Ende September 2019 zog er sich im Ligaspiel gegen den 1. FC Union Berlin eine Schulterverletzung zu und wurde das restliche Jahr von Frederik Rønnow vertreten. Anschließend kehrte Trapp wieder ins Frankfurter Tor zurück und erreichte mit seiner Mannschaft das Halbfinale im DFB-Pokal sowie den 9. Tabellenplatz in der Bundesliga. In der Spielzeit 2020/21 verpasste er nur ein Pflichtspiel seiner Mannschaft und verhalf ihr mit starken Leistungen zum fünften Tabellenplatz, der die erneute Qualifikation zur Europa League bedeutete. Auch unter Frankfurts neuem Trainer Oliver Glasner war Trapp in der Saison 2021/22 unangefochtener Stammtorhüter und musste verletzungsbedingt lediglich zweimal in der Bundesliga aussetzen. In der Europa League stieß er mit seiner Mannschaft als Gruppenerster nach Siegen in der K.o.-Runde gegen Betis Sevilla, den FC Barcelona und West Ham United bis ins Finale vor. Dort verhalf er seiner Mannschaft mit einer von den Medien als „Sensationsparade“ betitelten Abwehraktion kurz vor Ende der Verlängerung mit einem 1:1 ins Elfmeterschießen, in der Trapp den Schuss von Aaron Ramsey parierte und sich dadurch den Titel mit der Eintracht sicherte. Trapp wurde anschließend als Spieler des Spiels ausgezeichnet und zwei Tage nach dem Endspiel von der UEFA ins Team der Saison dieses Wettbewerbs aufgenommen. Das Kicker-Sportmagazin stufte ihn Ende Mai 2022 mit Prädikat Internationale Klasse in seiner halbjährig erscheinenden Rangliste des deutschen Fußballs als besten Bundesligatorwart ein. Bei der Wahl zu Deutschlands Fußballer des Jahres 2022 belegte Trapp hinter Christopher Nkunku und Robert Lewandowski den dritten Platz. Darüber hinaus erhielt er eine Nominierung für die Jaschin-Trophäe als Welttorhüter der Saison 2021/22 und wurde als bester Deutscher Sechster. Am 15. August 2024 wurde er von Trainer Dino Toppmöller als neuer Mannschaftskapitän bestimmt und trat damit die Nachfolge von Sebastian Rode an, der seine Karriere beendet hatte.

#### Seit 2025: Rückkehr in die Ligue 1 zum Paris FC
Am 19. August 2025 gab Eintracht Frankfurt bekannt, dass Trapp in der kommenden Spielzeit nicht mehr für die Eintracht im Tor stehen würde.
Nach insgesamt 383 Pflichtspielen im Trikot der Frankfurter wechselte er zurück in die französische Ligue 1 zum Aufsteiger Paris FC. Sein Vertrag läuft bis 2028.

### Nationalmannschaft
Trapp kam für diverse DFB-Juniorenauswahlen zum Einsatz. Mit der U17-Nationalmannschaft nahm er 2007 als dritter Torhüter hinter Fabian Giefer und René Vollath an der U17-Weltmeisterschaft in Südkorea teil, kam in dieser Altersstufe aber nicht zum Einsatz. In den folgenden Jahren machte er dann seine ersten Länderspiele, als er für die U18, U19 und U20 das Tor hütete. Am 7. September 2010 gab er beim 3:0-Sieg über die Auswahl Nordirlands im Rahmen der Qualifikation für die Junioren-Europameisterschaft 2011 sein Debüt in der U21-Nationalmannschaft.
Anfang November 2015 wurde Trapp von Bundestrainer Joachim Löw für die Länderspiele gegen Frankreich und die Niederlande erstmals in das Aufgebot der A-Nationalmannschaft berufen. Im Spiel gegen Frankreich in Paris blieb er ohne Einsatz, während in der Stadt die Terroranschläge verübt wurden; das folgende Testspiel vier Tage später in Hannover gegen die Niederlande wurde abgesagt. Im Mai 2017 wurde Trapp in den deutschen Kader für den FIFA-Konföderationen-Pokal 2017 berufen. Sein A-Länderspieldebüt gab er am 6. Juni 2017 in Brøndby beim 1:1 im Testspiel gegen Dänemark. Am 2. Juli 2017 gewann Trapp zusammen mit der DFB-Elf erstmals den Konföderationen-Pokal, blieb dabei jedoch als einziger Spieler der deutschen Mannschaft während des Turniers ohne Einsatz. Zu zwei weiteren Länderspieleinsätzen kam er bei Freundschaftsspielen im November 2017 gegen Frankreich (2:2) sowie im März 2018 gegen Brasilien (0:1). Für die Weltmeisterschaft 2018 in Russland wurde er als dritter Torhüter in den Kader berufen, blieb aber ohne Einsatz. Sein viertes Länderspiel und gleichzeitig erstes Pflichtspiel absolvierte Trapp im September 2020 beim 1:1 gegen Spanien in der Nations League. Nach einem weiteren Einsatz am 11. November 2020 gegen Tschechien wurde der Torwart in den deutschen Kader für die Europameisterschaft 2021 berufen. Dort blieb Trapp ohne Einsatz und scheiterte mit seiner Mannschaft im Achtelfinale an England. Im November 2022 wurde er von Trainer Hansi Flick in den Kader für die Weltmeisterschaft 2022 in Katar berufen, bei der die deutsche Mannschaft mit Manuel Neuer als Stammtorwart in der Gruppenphase ausschied.

## Erfolge und Auszeichnungen

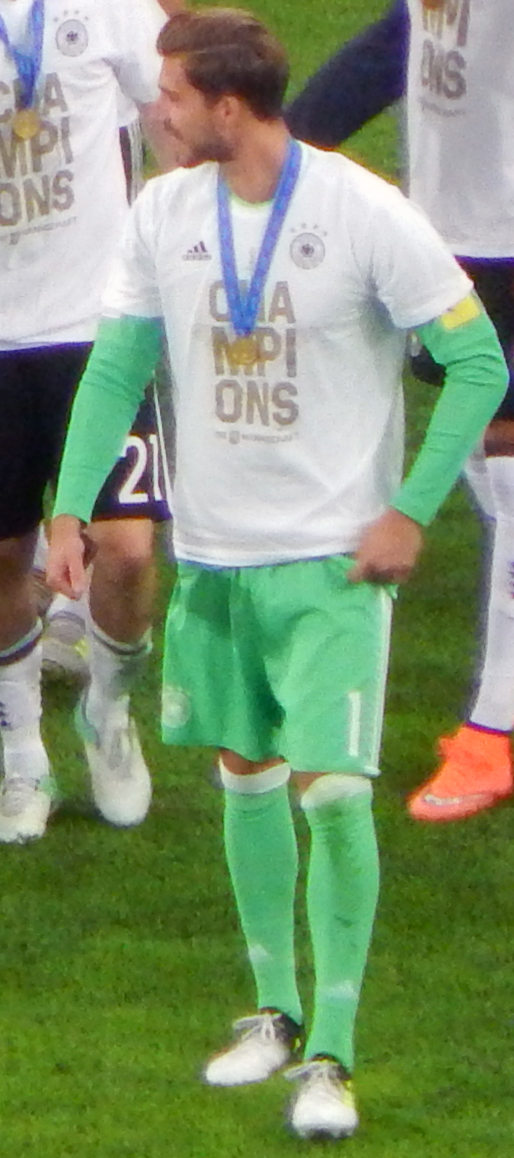
Trapp nach dem Gewinn des Confed-Cups (2017)

### Vereine
International
- Europa-League-Sieger: 2022

Deutschland
- Deutscher Zweitligameister und Aufstieg in die Bundesliga: 2010

Frankreich
- Französischer Meister (2): 2016, 2018
- Französischer Pokalsieger (3): 2016, 2017, 2018
- Französischer Ligapokalsieger (3): 2016, 2017, 2018
- Französischer Supercupsieger (5): 2015, 2016, 2017, 2018, 2019

### Nationalmannschaft
- Confed-Cup-Sieger: 2017 (ohne Einsatz)

### Persönliche Auszeichnungen
- Aufnahme ins Team der Saison der Europa League: 2022
- Einstufung als Internationale Klasse in der Rangliste des deutschen Fußballs: Sommer 2022
- Nominierung für die Jaschin-Trophäe: 2022

## Persönliches
Trapp wuchs als ältestes von vier Kindern im Merziger Stadtteil Brotdorf und anschließend in Losheim am See, Ortsteil Rimlingen, im Saarland auf. Mit 14 oder 15 Jahren verließ er sein Elternhaus und das Peter-Wust-Gymnasium Merzig und wechselte auf das Heinrich-Heine-Gymnasium Kaiserslautern, das mit dem 1. FC Kaiserslautern kooperiert; er verließ die Schule mit der Fachhochschulreife, um sich dann auf eine Profikarriere als Fußballspieler zu konzentrieren, wodurch er nach eigenen Angaben früh selbstständig wurde.
Trapp war von Februar bis Dezember 2013 mit der deutschen Sportjournalistin und Moderatorin Esther Sedlaczek liiert. Seit Ende 2015 hat er eine Beziehung mit dem brasilianischen Model Izabel Goulart. Am 5. Juli 2018 wurde die Verlobung der beiden bekannt.
Trapp ist Mitbegründer der Moelkcompany, eines Unternehmens, das im Februar 2021 mit der Oat Mølk eine vegane und glutenfreie Hafermilch auf den Markt brachte. Er gilt als leidenschaftlicher Kaffeetrinker.
Neben seiner Muttersprache Deutsch spricht Trapp auch Englisch, Französisch, Portugiesisch sowie ein wenig Italienisch.